# Euplectrus ceylonensis
Euplectrus ceylonensis är en stekelart som beskrevs av Howard 1896. Euplectrus ceylonensis ingår i släktet Euplectrus och familjen finglanssteklar. Inga underarter finns listade i Catalogue of Life.